# Селигман (Мисури)
Селигман (енгл. Seligman) град је у америчкој савезној држави Мисури.

## Демографија
По попису из 2010. године број становника је 851, што је 26 (-3,0%) становника мање него 2000. године.
| Група             | 2000.       | 2010.       |
| Белци             | 774 (88,3%) | 795 (93,4%) |
| Афроамериканци    | 0 (0,0%)    | 4 (0,5%)    |
| Азијати           | 0 (0,0%)    | 3 (0,4%)    |
| Хиспаноамериканци | 58 (6,6%)   | 23 (2,7%)   |
| Укупно            | 877         | 851         |